# Tidtabell

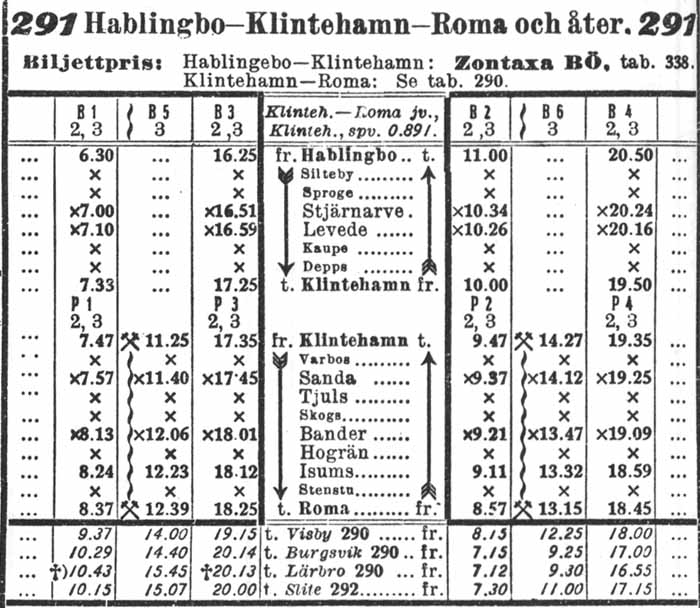
En svensk tidtabell från 1930 gällande järnvägen på sträckan Klintehamn-Roma.

Tidtabell är ett dokument som visar hur ett trafikbolag utövar sin trafik. Det kan vara fråga om järnvägs-, spårvägs-, tunnelbane-, buss- eller flyg- eller färjetrafik eller liknande. I tidtabellen anges som regel det trafikerande bolagets namn, vilket fordonsslag som avses, vilken sträcka som trafikeras, vilka stationer och hållplatser som finns längs linjerna, samt vilka tider fordonen förväntas befinna sig på respektive hållplats. En tidtabell kan vara intern inom företaget. Offentliga tidtabeller förekommer främst vid personbefordran.
Enligt ett tillägg till EU-direktiv 2001/14/EC ska ändring av tidtabeller för tåg ske andra lördagen i december och andra lördagen i juni och endast i undantagsfall vid andra tidpunkter.

## Grafisk tidtabell
En tidtabell som uttrycks med en graf, där sträckan är angiven på ena axeln och tiden på den andra, kallas grafisk tidtabell. Dessa förekommer främst inom järnvägstrafik. Där visar de hur tåg möts och kör om varandra och dessa tidtabell används för planering. Läs mer i artikeln Tidtabell (tåg).